# Pisione umbraculifera
Pisione umbraculifera är en ringmaskart som beskrevs av Yamanishi 1998. Pisione umbraculifera ingår i släktet Pisione och familjen Pisionidae. Inga underarter finns listade i Catalogue of Life.